# Atención sociosanitaria
La atención sociosanitaria es, en España, un título de formación profesional que reúne los servicios que coordinan la asistencia curativa, social y educativa de colectivos en situación de dependencia como la tercera edad, los enfermos crónicos y las personas con alguna discapacidad física, psíquica o sensorial. Las anteriores situaciones y estados están englobados en la diversidad funcional. En especial, han de buscar el aumento de la autonomía del usuario, paliar sus limitaciones o sufrimientos (en especial, en el momento terminal) y facilitar, su reinserción social.
En la planificación de dicha atención se ha de tener en cuenta la tipología de las personas que requieren atención sociosanitaria, el modelo de atención, el catálogo de prestaciones, los recursos y los aspectos organizativos y líneas generales y específicas de actuación.
Estos servicios han de estar convenientemente coordinados con los servicios sanitarios, para garantizar la continuidad de la atención sanitaria. Asimismo, se ha de fomentar la atención de las personas mayores por médicos geriatras en los centros sanitarios.
La prestación sociosanitaria ha estado tradicionalmente discriminada en el sistema de Seguridad Social, ya que se trasladaba dicha carga a las familias. Con el envejecimiento de las sociedades occidentales, se hace necesario el prestar una especial atención a este tipo de atención y, en especial, a que no decrezca la ratio plazas/población mayor (lo que no sucede si se mantienen las mismas plazas que en la actualidad, ya que la población mayor aumenta cada vez más cada año.
Dentro de la formación profesional en España, se ha modificado recientemente el título de Técnico de Atención Sociosanitaria se ha sustituido por Técnico en Atención a Personas en Situación de Dependencia.
La Ley 39/2006 de 14 de diciembre, de Promoción de autonomía Personal y Atención a las personas en situación de dependencia (Artículo 34) y respetando la Resolución de 11 de diciembre de 2017, de la Secretaría de Estado de Servicios Sociales e Igualdad, por la que se publica el Acuerdo del Consejo Territorial de Servicios Sociales y del Sistema para la autonomía y Atención a la Dependencia, a partir del diciembre del 2022 será obligatorio para ejercer como profesional de la Atención Sociosanitaria a personas dependientes en instituciones sociales el Certificado de Profesionalidad acreditado por el SEPE y será obligado obtenerlo tanto en el ámbito privado como en el público.